# Босау
Босау (њем. Bosau) општина је у њемачкој савезној држави Шлезвиг-Холштајн. Једно је од 36 општинских средишта округа Остхолштајн. Према процјени из 2010. у општини је живјело 3.492 становника. Посједује регионалну шифру (AGS) 1055007.

## Географски и демографски подаци
Босау се налази у савезној држави Шлезвиг-Холштајн у округу Остхолштајн. Општина се налази на надморској висини од 25 метара. Површина општине износи 64,2 km². У самом мјесту је, према процјени из 2010. године, живјело 3.492 становника. Просјечна густина становништва износи 54 становника/km².

## Међународна сарадња
| Мјесто | Држава    | Врста сарадње | Од    |
| ------ | --------- | ------------- | ----- |
|        | Француска | партнерство   | 1987. |
| Извор  |           |               |       |